# Nesomyidae
Nesomyidae là một họ động vật có vú trong bộ Gặm nhấm. Họ này được Major miêu tả năm 1897.

## Phân loại
Họ Nesomyidae được chia thành 6 phân họ, 23 chi
1. Cricetomyinae
  1. Beamys
  2. Cricetomys
  3. Saccostomus
2. Delanymyinae
  1. Delanymys
3. Dendromurinae
  1. Dendromus
  2. Dendroprionomys
  3. Leimacomys (hiện được đặt trong phân họ Leimacomyinae, họ Muridae)
  4. Malacothrix
  5. Megadendromus
  6. Prionomys
  7. Steatomys
4. Mystromyinae
  1. Mystromys
  2. †Proodontomys
5. Nesomyinae
  1. Brachytarsomys
  2. Brachyuromys
  3. Eliurus
  4. Gymnuromys
  5. Hypogeomys
  6. Macrotarsomys
  7. Monticolomys
  8. Nesomys
  9. Voalavo
6. Petromyscinae
  1. Petromyscus

## Hình ảnh

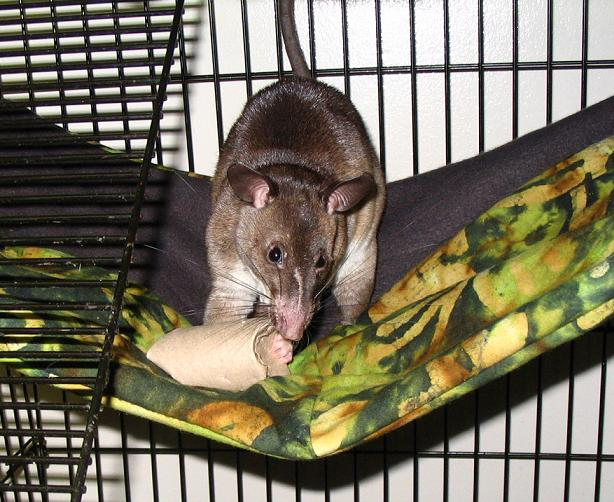
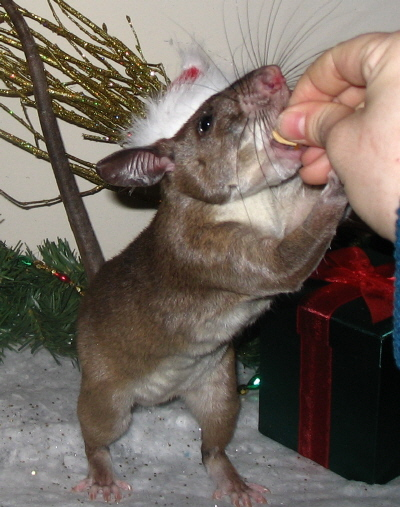

- Tập tin:Food Reward.JPG